# (7198) Montelupo
(7198) Montelupo (1994 BJ) – planetoida z pasa głównego asteroid okrążająca Słońce w ciągu 4,18 lat w średniej odległości 2,59 j.a. Odkryta 16 stycznia 1994 roku.